# Cladonia macilenta
Cladonia macilenta Hoffm. (1796), è una specie di lichene appartenente al genere Cladonia,  dell'ordine Lecanorales.
Il nome deriva dal latino macilentus, cioè magro, smunto, macilento, per l'aspetto.

## Caratteristiche fisiche
Il tallo è di colore rossiccio tendente al verde. I podezi sono di forma cilindrica, non ramificati o, a volte, appena ramificati nella parte superiore; sono anche fittamente ricoperti da soredi granulosi all'aspetto. È facilmente confondibile con le altre Cladonia appartenenti a questa sezione.

## Habitat
Preferisce climi che vanno dal moderato fresco al montano medio-alto. Attecchisce su substrati organici diversi: dai tronchi d'albero caduti al suolo, ceppaie, legno imputridito e nelle vecchie piantagioni di castagni e di altre aghifoglie.

## Località di ritrovamento
La specie, da considerarsi cosmopolita, è stata reperita nelle seguenti località: 
- USA (Florida, Delaware, Alabama, Connecticut, New Brunswick, Distretto di Columbia, Indiana, Iowa, Louisiana, Nuovo Messico, Maine, Maryland, Mississippi, Missouri, New York, Pennsylvania, Ohio, Rhode Island, Wisconsin, Virginia Occidentale);
- Germania (Renania-Palatinato, Amburgo, Renania Settentrionale-Vestfalia, Meclemburgo, Bassa Sassonia, Sassonia, Turingia);
- Canada (Ontario, Columbia Britannica, Nuovo Brunswick, Isola del Principe Edoardo);
- Spagna (Castiglia e León, Cantabria, Madrid);
- Austria (Alta Austria, Stiria);
- Brasile (Paraná, Rio Grande do Sul);
- Cina (Mongolia interna, Jilin, Hubei, Xinjiang);
- India (Tamil Nadu);
- Australia (Australia Occidentale, Nuovo Galles del Sud);
- Albania, Argentina, Bhutan, Cile, Colombia, Corea del Sud, Costa Rica, Danimarca, Estonia, Etiopia, Finlandia, Giappone, Gran Bretagna, Guyana, Hawaii, Hong Kong, Irlanda, Islanda, Isole Azzorre, Isole Canarie, Isole del Principe Edoardo, Kenya, Lituania, Madagascar, Madera, Malaysia, Marocco, Mongolia, Norvegia, Nuova Zelanda, Paesi Bassi, Panama, Papua Nuova Guinea, Polonia, Portogallo, Réunion, Repubblica Ceca, Romania, Serbia, Svezia, Sudafrica, Taiwan, Tanzania, Tristan da Cunha, Turchia, Uganda, Ungheria, Uruguay, Venezuela.

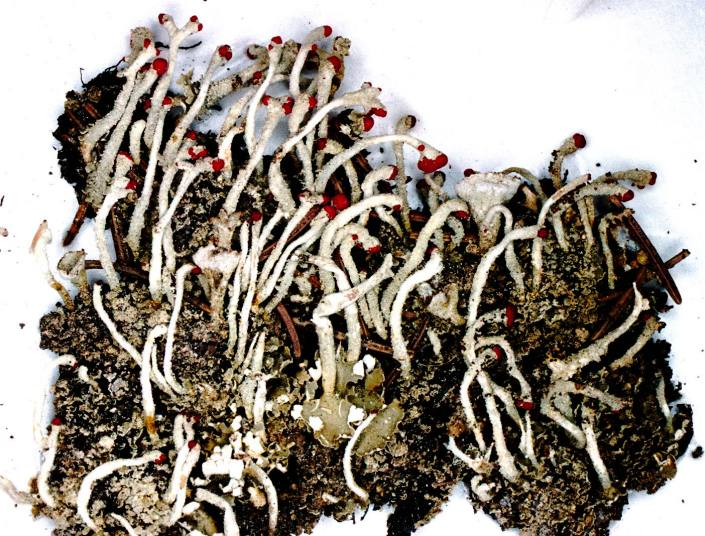
Cladonia macilenta var. macilenta

In Italia è presente in molte regioni: abbastanza comune in Trentino-Alto Adige, Valle d'Aosta, Lombardia settentrionale, Veneto settentrionale; rara in Liguria, Emilia-Romagna, Friuli, Toscana, Marche e Abruzzo; abbastanza rara in Campania, Calabria, Sicilia e Sardegna.

## Tassonomia
Questa specie è unianimamente riferita alla sezione Cocciferae, e presenta le seguenti forme, sottospecie e varietà (al 2008):
- Cladonia macilenta b vermicularis Rabenh. (1860).
- Cladonia macilenta f. careata (Ach.) M. Choisy (1951).
- Cladonia macilenta f. chloroides (Flörke) M. Choisy (1951).
- Cladonia macilenta f. corticola Vain.
- Cladonia macilenta f. densiflora Delise (1927).

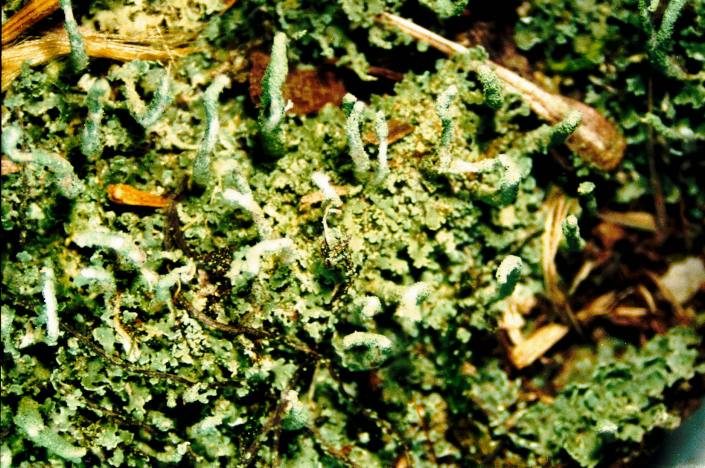
Cladonia macilenta var. bacillaris

- Cladonia macilenta f. elegans Asahina (1953).
- Cladonia macilenta f. expansa Anders (1936).
- Cladonia macilenta f. fastigiata Asahina (1953).
- Cladonia macilenta f. intermedia (Hepp) M. Choisy (1951), (= Cladonia floerkeana).
- Cladonia macilenta f. lateralis Schaer. (1850).
- Cladonia macilenta f. macilenta Hoffm. (1796).
- Cladonia macilenta f. nuda Anders (1936).
- Cladonia macilenta f. rubiformis Rabenh. (1845).
- Cladonia macilenta f. squamigera (Vain.) Sandst., (= Cladonia macilenta).
- Cladonia macilenta f. subulata Asahina (1953).
- Cladonia macilenta f. takayuensis Asahina (1953).

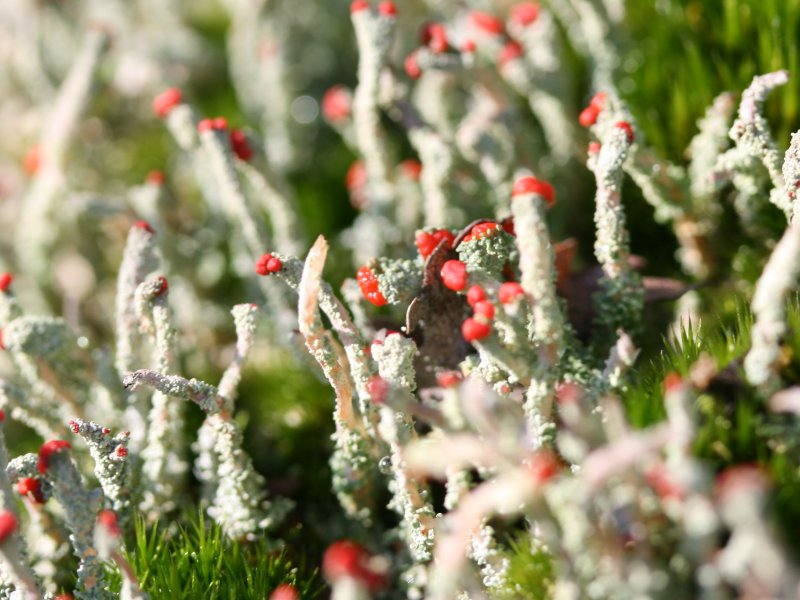
Cladonia macilenta

- Cladonia macilenta f. unilateralis Anders (1936).
- Cladonia macilenta subf. macilenta Hoffm. (1796).
- Cladonia macilenta subf. rubiformis (Rabenh.) M. Choisy (1951), (= Cladonia macilenta).
- Cladonia macilenta subf. trachypoda (Nyl.) M. Choisy (1951), (= Cladonia floerkeana).
- Cladonia macilenta subsp. bacillaris Ach. (1903), (= Cladonia bacillaris).
- Cladonia macilenta subsp. floerkeana (Fr.) R. Sant. (1993), (= Cladonia floerkeana).
- Cladonia macilenta subsp. floerkeana (Fr.) V. Wirth (1994), (= Cladonia floerkeana).
- Cladonia macilenta subsp. macilenta Hoffm. (1796), (= Cladonia macilenta).
- Cladonia macilenta subsp. thelophila (Asahina) Asahina (1953).
- Cladonia macilenta var. bacillaris (Genth) Schaer.

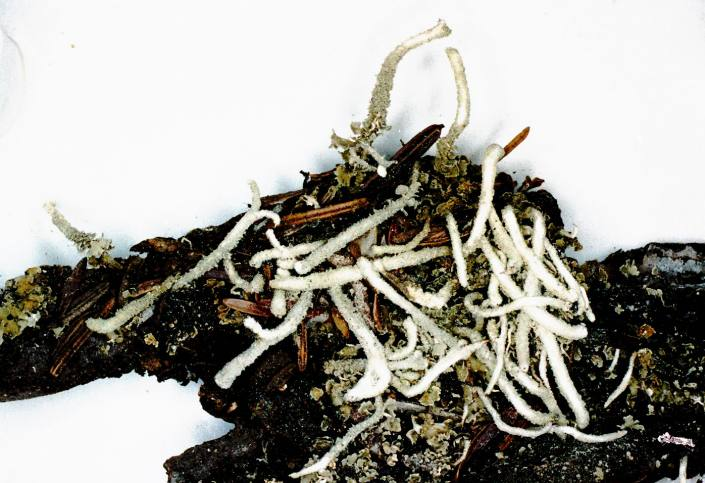
Cladonia macilenta var. bacillaris

- Cladonia macilenta var. carcata (Ach.) Nyl.

- Cladonia macilenta var. corticata Asahina (1953).
- Cladonia macilenta var. corticata Vain.
- Cladonia macilenta var. flabellulata Müll. Arg. (1893), (= Cladonia macilenta).
- Cladonia macilenta var. floerkeana (Fr.) M. Choisy (1951), (= Cladonia floerkeana).
- Cladonia macilenta var. macilenta Hoffm. (1796).
- Cladonia macilenta var. ostreata Nyl., (= Cladonia macilenta).
- Cladonia macilenta var. scabrosa (Mudd) Cromb., (= Cladonia macilenta).
- Cladonia macilenta var. seductrix (Delise) Nyl. (1857).
- Cladonia macilenta var. squamigera Vain. (1887), (= Cladonia macilenta).
- Cladonia macilenta var. styracella (Ach.) Vain.
- Cladonia macilenta var. subcarcata Räsänen (1944).